# Дамезен, Бертран
Бертран Дамезен (фр. Bertrand Ãric Hugues Damaisin; род. 27 октября 1968, Лион) — французский дзюдоист, чемпион и призёр чемпионатов Франции, призёр чемпионата Европы, бронзовый призёр летних Олимпийских игр 1992 года в Барселоне.

## Карьера
Выступал в лёгкой (до 71 кг) и полусредней (до 78 кг) весовых категориях. Чемпион (1993, 1997 годы), серебряный (январь 1991) и бронзовый (декабрь 1991) призёр чемпионатов Франции. Победитель и призёр международных турниров. В 1990 году стал серебряным призёром чемпионата мира среди военнослужащих в Дакаре в лёгком весе. Бронзовый призёр чемпионата Европы 1992 года в Париже. На Олимпиаде 1992 года в Барселоне Дамезен завоевал бронзовую медаль в полусредней весовой категории.